# Śliwnica (potok)
Śliwnica – potok, lewy dopływ Drohobyczki o długości 9,8 km i powierzchni zlewni 12,64 km².
Źródła potoku znajdują się na wysokości około 440 m n.p.m. Potok płynie w województwie podkarpackim na terenie gminy Dubiecko. W dolnym biegu przepływa wzdłuż głównej drogi w Śliwnicy.
W latach 70. potok został silnie skażony odpadami wypuszczonymi ze zbiorników po szybach naftowych w Hucisku Nienadowskim. Obecnie zauważa się zdecydowaną poprawę jakości wody, do tego stopnia, że zauważono występowanie bobrów oraz kilka gatunków ryb, m.in. pstrąg potokowy.